# Камелиан
Камелиан  (✝ 536 год) — святой епископ из Труа. День памяти — 28 июля.
Ученик святого Лупа, которого он впоследствии сменил. Принял Хлодвига, короля франков, когда тот захватил эту область. Участвовал в Орлеанском соборе в 511 году, который осудил арианство. Известен как Camelianis episcopus ecclesiae Tricassinae.
Согласно римскому мартирологу
À Troyes, au VIe siècle, saint Camélien, évêque, qui fut le disciple de saint Loup et son successeur.